# Okrug Los Alamos, Novi Meksiko
| Los Alamos                                                 |                              |
| Zemljovid Novog Meksika s označenim okrugom Los Alamosom.  |                              |
| Zemljovid SAD s označenom saveznom državom Novim Meksikom. |                              |
| Osnovan:                                                   | 1949.                        |
| Sjedište:                                                  | Los Alamos                   |
| Najveće naselje:                                           | Los Alamos                   |
| Površina:                                                  | 282 km2                      |
| Br. stanovnika (2010.):                                    | 17.950                       |
| Kongresni okrug:                                           | 3.                           |
| Vremenska zona:                                            | Stjenjačko vrijeme: UTC-7/-6 |
| Službene stranice:                                         | http://www.losalamosnm.us/   |

Los Alamos je okrug u američkoj saveznoj državi Novom Meksiku.

## Stanovništvo
Prema popisu stanovništva 2010., stanovnici su 87,8% bijelci, 0,6% "crnci ili afroamerikanci", 0,8% "američki Indijanci i aljaskanski domorodci", 6,0% Azijci, 0,0% Havajci ili tihooceanski otočani, 2,6% dviju ili više rasa, 2,2% ostalih rasa. Hispanoamerikanaca i Latinoamerikanaca svih rasa bilo je 14,7%.

## Vanjske poveznice
- Postal History Poštanski uredi u okrugu Los Alamosu, Novi Meksiko